# Гута-Палендзька
Гута-Палендзька (пол. Huta Palędzka, нім. Hohendorf) — село в Польщі, у гміні Моґільно Моґіленського повіту Куявсько-Поморського воєводства.
Населення — 253 особи (2011).
У 1975-1998 роках село належало до Бидгощського воєводства.

## Демографія
Демографічна структура станом на 31 березня 2011 року:
|          | Загалом | Допрацездатний вік | Працездатний вік | Постпрацездатний вік |
| -------- | ------- | ------------------ | ---------------- | -------------------- |
| Чоловіки | 134     | 34                 | 90               | 10                   |
| Жінки    | 119     | 25                 | 70               | 24                   |
| Разом    | 253     | 59                 | 160              | 34                   |